# Rolf Gieseler
Rolf „Beppo“ Gieseler (* 23. Juli 1938) ist ein ehemaliger deutscher Fußballspieler, der in der erstklassigen Fußball-Oberliga Nord in den letzten vier Runden von 1959/60 bis 1962/63 für die Vereine VfB Lübeck (54/18) und FC St. Pauli (60/3) insgesamt 114 Ligaspiele mit 21 Toren absolviert hat. Danach folgten für den anfangs als Stürmer agierenden und später in die Verteidigung gewechselten Akteur von 1963 bis 1968 in der zweitklassigen Fußball-Regionalliga Nord bei St. Pauli noch 122 Ligaeinsätze mit zwei Toren. Zweimal gewann „Beppo“ Gieseler in den Jahren 1964 und 1966 mit den Braun-Weißen vom Heiligengeistfeld die Regionalligameisterschaft und bestritt mit den Mannen um Spielführer Ingo Porges elf Spiele in den Bundesligaaufstiegsrunden.

## Laufbahn

### VfB Lübeck, 1958 bis 1961
Während der laufenden Saison 1958/59, der VfB Lübeck war 1958 aus der Oberliga Nord in die Amateurliga Schleswig-Holstein abgestiegen, kam der 20-jährige Offensivspieler „Beppo“ Gieseler von seinem Heimatverein TSV Schlutup, wo er 1948 mit dem Fußball im Verein angefangen hatte, zu den Grün-Weißen von der Lohmühle. Der Heider SV gewann überlegen die Meisterschaft, Lübeck und der SV Friedrichsort stritten sich um die Vizemeisterschaft, welche am Rundenende die Grün-Weißen mit einem Punkt Vorsprung vor den Kielern erreichten und damit in die Oberligaaufstiegsrunde einzogen. In der Ligarunde – Jürgen Brinckmann aus der Jugend gekommen debütierte ebenfalls überzeugend in der Ligaelf – hatte der Neuzugang aus Schlutup in zehn Spielen sechs Tore für den VfB erzielt. Gieseler debütierte im Januar 1959 bei einem 4:2-Heimerfolg gegen Kilia Kiel in der Ligaelf des VfB. In der Aufstiegsrunde bestritt Gieseler alle sechs Gruppenspiele gegen den VfB Oldenburg, Blumenthaler SV und Eimsbütteler TV und erzielte drei Tore; mit 9:3 Punkten kehrte Lübeck in die Oberliga Nord zurück.
In der Oberliga Nord verstärkte 1959/60 Walter Gawletta (9 Tore) den Angriff um Harry Clasen (8 Tore), Günter Schütt (8 Tore) und „Beppo“ Gieseler und das VfB-Team erreichte mit dem 14. Rang, knapp den rettenden Platz vor den Abstiegsrängen. In seiner zweiten Oberligasaison, 1960/61, konnte Angreifer Gieseler zwar seine persönliche Trefferquote auf 10 Tore ausbauen und führte damit die interne Rangliste an, aber mit einem Punkt Rückstand zu Bergedorf 85 und Bremerhaven 93, stieg der VfB in das Amateurlager ab. Nach 54 Oberligaspielen mit 18 Treffern unterschrieb der Mann aus Schlutup deshalb zur Saison 1961/62 einen neuen Vertrag beim FC St. Pauli und blieb damit weiter in der Oberliga Nord.

### St. Pauli, 1961 bis 1968
Als die St. Pauli-Elf am 22. Juli 1961 zum letzten Mal im alten Millerntor-Stadion an der Glacischaussee in einem Freundschaftsspiel gegen den Westoberligisten Rot-Weiß Oberhausen antrat, war im Kader der Braun-Weißen auch der Neuzugang vom VfB Lübeck, Rolf Gieseler, vertreten. Einen Tag vor seinem 24. Geburtstag erzielte er beide Treffer für St. Pauli beim 2:2-Endstand. Zwei Tage nach der Partie begann der Abriss des Stadions. Bereits am 29. Juli wurde dann schon das neue Millerntor-Stadion – schräg gegenüber zwischen den beiden Weltkriegsbunkern – mit einem Freundschaftsspiel gegen CDNA Sofia vor knapp 15.00 Zuschauern eingeweiht. Bei der 4:7-Niederlage wurde Gieseler für Herbert Kühl eingewechselt.
Gieseler debütierte bei St. Pauli in der Oberliga Nord am 6. August 1961, beim Rundenstart, bei einem 4:0-Auswärtserfolg beim späteren Absteiger Bremer SV, im Pflichtspielbetrieb. Er lief als Verteidiger im damaligen WM-System auf, Ingo Porges führte die Abwehr als Mittelläufer an und im Pauli-Angriff stürmten Spieler wie Horst Haecks, Rolf Bergeest, Horst Schlagowski, Werner Pokropp und Peter Osterhoff. Der kampfstarke und zuverlässige Spieler etablierte sich mit 30 Ligaspielen und drei Toren sofort in der Stammformation der Braun-Weißen. Am Rundenende belegte St. Pauli den 4. Rang im Norden. Seine Leistungen waren auch den Verantwortlichen des Norddeutschen Fußball-Verbandes (NFV) aufgefallen, so dass er dem Spieleraufgebot des NFV für die USA-Reise im Mai 1962 angehörte. In Nordamerika wurden Spiele gegen die DAFB-Auswahl, CYC St. Louis, Chicago All Stars, New Jersey Auswahl und die National Ukrainians ausgetragen und Gieseler kam an der Seite von den Vereinskollegen Porges, Osterhoff und Uwe Witt, sowie von Heiner Klose, Wolfgang Brase, Hennes Jäcker, Walter Schmidt, Jürgen Moll, Manfred Greif und Gerd Koll zum Einsatz. Zu Beginn der Hinrunde 1962/63 kam Gieseler auch noch im Repräsentativspiel am 29. September 1962 in Braunschweig zwischen Norddeutschland und der Südwestauswahl (1:3) zum Einsatz. Auch im letzten Jahr der alten erstklassigen Oberliga Nord, 1962/63, absolvierte der stets einsatzbereite Mannschaftsspieler alle 30 Ligaspiele für seine Mannschaft und St. Pauli belegte den 6. Rang. Die Nominierung für die neu eingeführte Fußball-Bundesliga verpasste die Millerntorelf und trat somit ab 1963/64 im ebenfalls neu eingeführten Unterbau der Regionalliga Nord an.
St. Pauli startete am 10. August 1963 mit einem 4:1-Heimerfolg gegen Altona 93 in die zweitklassige Regionalligaära. Der neue Trainer Otto Westphal hatte dabei Gieseler als linker Verteidiger ins Rennen geschickt. Beim 4:3-Heimerfolg am 24. November 1963 gegen den späteren Vizemeister und Bundesligaaufsteiger Hannover 96 war er ebenfalls als Verteidiger dabei, als der Gastgeber einen 0:2-Halbzeitrückstand durch drei Treffer von Bergeest und das Siegtor von Haecks in der 84. Minute, noch erfolgreich drehen konnte. Mit einem torlosen Heimremis gegen den VfL Osnabrück beendete St. Pauli am 3. Mai 1964 als Meister die erste Regionalligasaison. Einen Monat danach, den 6. Juni, startete der Nordmeister vor 26.000 Zuschauern mit einem Heimspiel gegen den Vizemeister aus der Südliga, den FC Bayern München, in die Bundesligaaufstiegsrunde. Die 0:4-Niederlage gegen das Team von Bayern-Trainer Zlatko Cajkovski war ernüchternd und am Ende stand ein enttäuschender letzter Gruppenplatz mit 3:9 Punkten für St. Pauli zu Buche. Ganz im Gegensatz zum Nordmeister agierte Vize Hannover 96 in der Aufstiegsrunde absolut überzeugend und schaffte den Bundesligaaufstieg. Gieseler hatte fünf von sechs Aufstiegsspielen bestritten.
Im zweiten Regionalligajahr, 1964/65, mussten sich Gieseler und seine Mannschaftskameraden mit der Vizemeisterschaft hinter dem hoch überlegenen Meister von Holstein Kiel begnügen. Die Vizemeister aus dem Norden und dem Süden mussten eine Qualifikation bestreiten; nur der Sieger war für die Aufstiegsrunde qualifiziert. Am 16. Mai gewann St. Pauli das Heimspiel vor 17.000 Zuschauer mit 1:0. Im Rückspiel setzte sich aber das Team von SSV-Trainer Georg Wurzer in der Verlängerung mit 4:1 durch. Die Defensive um Mittelläufer Jürgen Weidlandt, linker Außenläufer Porges und linkem Verteidiger Gieseler hatte lange standgehalten, in den Schlussminuten setzte sich der Südvize um die Leistungsträger Rolf Schafstall, Herbert Ammer, Knut Tagliaferri und Rolf Thommes dann doch durch und zog in die Aufstiegsrunde ein.
Im dritten Regionalligajahr, 1965/66, wurde Gieseler mit St. Pauli unter Trainer Kurt Krause wieder Meister im Norden. Die Braun-Weißen hatten sich einen spannenden Dreikampf mit Göttingen 05 und Holstein Kiel an der Tabellenspitze geliefert. In der Aufstiegsrunde knöpften die Mannen um Verteidiger Gieseler dem punktgleichen Aufsteiger RW Essen vier Punkte ab, verloren aber beim Gruppenletzten Schweinfurt 05 unnötig mit 1:2 Toren und vergaben somit den Bundesligaaufstieg. Am Schlusstag, den 26. Juni, nutzte auch ein 1:0-Auswärtserfolg vor 36.000 Zuschauern in Essen nichts mehr. Die St. Pauli-Defensive mit Torhüter Klaus-Georg Christensen, dem Verteidigerpaar Peter Gehrke/“Beppo” Gieseler und Werner Pokropp, Jürgen Weidlandt und Ingo Porges in der Läuferreihe hielt an der Hafenstraße Stürmer vom Format wie Herbert Weinberg, Eckehard Feigenspan, Helmut Littek, Heinz-Dieter Hasebrink und Willi Lippens in Schach. Gieseler hatte alle sechs Spiele in der Aufstiegsrunde absolviert.
In den folgenden zwei Runden konnte St. Pauli nicht mehr in die Bundesligaaufstiegsrunden einziehen und „Beppo“ Gieseler beendete unter Trainer Heinz Hempel bei einem 3:2-Heimerfolg gegen den VfL Osnabrück seine Zeit als Vertragsfußballer. Er hatte von 1963 bis 1968 für das Team vom Heiligengeistfeld insgesamt 122 Regionalligaspiele (2 Tore) absolviert und schloss sich danach wieder seinem Heimatverein TSV Schlutup an.

### Ausklang als Amateur
Mit der blau-weißen Elf vom Stadion am Palinger Weg, in Wurfweite der DDR-Grenze gelegen, spielte Gieseler in der Landesliga Schleswig-Holstein. Vor allem in den Heimspielen war der „Favoritenschreck“ nur schwer zu bezwingen. Anfang der 1970er Jahre erreichte das Schlutuper Fußballhoch seinen Zenit. 1971/72 preschte der TSV bis auf Platz fünf vor, ehe er 1972/73 mit Rang vier die beste Position der Vereinsgeschichte erreichte.